# Corno di Tramin
Le Corno di Tramin (en allemand : Tagewaldhorn) est une montagne qui s’élève à 2 708 m d’altitude dans les Alpes de Sarntal, en Italie.